# Liste der Kulturdenkmäler in Oberhosenbach
In der Liste der Kulturdenkmäler in Oberhosenbach sind alle Kulturdenkmäler der rheinland-pfälzischen Ortsgemeinde Oberhosenbach aufgeführt. Grundlage ist die Denkmalliste des Landes Rheinland-Pfalz (Stand: 12. Juni 2023).

## Einzeldenkmäler
| Bezeichnung | Lage                | Baujahr | Beschreibung                            | Bild |
| ----------- | ------------------- | ------- | --------------------------------------- | ---- |
| Quereinhaus | Hauptstraße 8 Lage  | 1903    | Quereinhaus, 1903; bauzeitlicher Backes | BW   |
| Quereinhaus | Hauptstraße 20 Lage | 1696    | Quereinhaus, Firstständerbau, 1696      | BW   |